# Кинофестиваль в Торонто 2012
37-й Международный кинофестиваль в Торонто прошёл с 6 сентября по 16 сентября 2012 года, почти совпав по срокам с 69-м Венецианским кинофестивалем. Открывал фестиваль в Торонто триллер «Петля времени» режиссёра Райана Джонсона.
Весной 2012 года было объявлено, что на Tiff-2012 в секции «От города к городу» были представлены фильмы, снятые в Мумбаи, городе «индийского Болливуда». Десять картин должны были представить зрителям новые тенденции индийского кино. Художественный руководитель Tiff Кэмерон Бэйли так сформулировал задачу: «представить новое поколение независимых кинематографистов Мумбаи зрителям и покупателям в Торонто и помочь создать платформу для их фильмов в Северной Америке». Обычно в City to City отбирались несколько фильмов (не обязательно новые, как художественные, так и документальные ленты), для создания ретроспективы, представляющей кинематографическую жизнь одного из городов мира. В 2012 году руководство Tiff надеялось представить подборку из новых фильмов из Мумбаи. Как отмечал Кэмерон Бэйли, есть несколько интересных режиссёров, творческая судьба которых находится в фокусе внимания организаторов фестиваля, ожидающих их будущих картин.
Состоялась мировая премьера «Анны Карениной» Джо Райта, которая оставила у зрителей противоречивые впечатления новаторской и неклассической трактовкой знаменитого романа Льва Толстого.
Главный приз фестиваля, People’s Choice Award, получила картина «Мой парень — псих» Дэвида О. Рассела.
«Песня для Мэрион», драма британского режиссера Пола Эндрю Уильямса, закрывала кинофестиваль 2012 года. Главную роль в «Песне для Мэрион» исполнил Теренс Стэмп, его партнёрами были Джемма Артертон, Ванесса Редгрейв и Кристофер Экклстон. Во время фестиваля права на распространение фильма Уильямса в Северной Америке были выкуплены компанией Weinstein. Это обстоятельство сразу вызвало предположения, что фильм близок к успеху на «Оскаре», и его позиция завершающего фестиваль — это «трамплин» к получению главного кинематографического приза.

## Награды
| Премия                                           | Фильм                  | Режиссёр           |
| ------------------------------------------------ | ---------------------- | ------------------ |
| Приз зрительских симпатий                        | Мой парень — псих      | Дэвид О. Расселл   |
| Приз зрительских симпатий (документальный фильм) | Артефакт               | Джаред Лето        |
| Приз зрительских симпатий (полуночное безумие)   | Семь психопатов        | Мартин Макдонах    |
| Лучший канадский художественный фильм            | В любом случае Лоуренс | Ксавье Долан       |
| Лучший канадский короткометражный фильм          | Keep a Modest Head     | Deco Dawson        |
| Лучший канадский первый художественный фильм     | Антивирус              | Брандон Кроненберг |
| Лучший канадский первый художественный фильм     | Черный дрозд           | Jason Buxton       |
| FIPRESCI Discovery                               | Call Girl              | Mikael Marcimain   |
| FIPRESCI Special Presentations                   | В доме                 | Франсуа Озон       |